# Calommata truculenta
Calommata truculenta is een spinnensoort in de taxonomische indeling van de mijnspinnen (Atypidae).
Het dier behoort tot het geslacht Calommata. De wetenschappelijke naam van de soort werd voor het eerst geldig gepubliceerd in 1887 door Tord Tamerlan Teodor Thorell.